# 圆穗早熟禾
圆穗早熟禾（学名：Poa rhomboidea），为禾本科早熟禾属下的一个植物种。